# زهرة بن سالم
زهرة بن سالم  (ولدت 05 أبريل 1990 ببجاية، الجزائر) هي لاعبة كرة طائرة جزائرية. شاركت مع المنتخب الوطني الجزائري في الألعاب الأولمبية 2012 والبطولة العالمية 2010 وفازت معه ببطولة أفريقيا 2009 وبالميدالية الذهبية في الألعاب الإفريقية 2011 . تلعب في موقع مهاجمة/مستقبلة وتعتبر من أهم مهاجمات المنتخب وكانت أحسن مسجلة في الفريق الجزائري في أولمبياد لندن.